# Syngnathus acus
Espèce
Syngnathus acus, le syngnathe aiguille, grand syngnathe ou vipère de mer, est un poisson de la famille des Syngnathidae.

## Description
Ce poisson possède les caractéristiques typiques de son genre et de sa famille : corps long, étroit et allongé, pouvant aller jusqu'à 50 cm de longueur, tête terminée par une bouche au museau en forme de trompe, longue queue avec à son extrémité une nageoire caudale en forme d'éventail, des petites nageoires pectorales et une nageoire dorsale courte au milieu du corps. Il possède une coloration variée : blanc brunâtre, bandes verticales noires ou vertes, quelques parties jaunâtres.

## Comportement
C'est un poisson carnivore qui se nourrit d'organismes planctoniques, de petits animaux microscopiques et même d'alevins. Il les aspire grâce à son museau tubulaire.
Sa couleur et sa forme lui procurent un excellent mimétisme entre les feuilles des plantes phanérogames marines ou on le trouve couramment. Grâce à ce camouflage, il peut avaler ses proies par surprise.
Sa reproduction est sexuée : après une parade nuptiale, les mâles et les femelles s'accouplent. Le mâle récupère les ovules qu'il fécondera dans une poche ventrale spéciale où les œufs seront incubés. Au bout d'un certain temps, le mâle va se contracter et lâcher des petits alevins.

## Distribution
C'est une espèce benthique vagile : il vit de 0 à 15 mètres de profondeur sur les fonds sablo-vaseux, et entre les herbiers de posidonies, de zostères et de cymodocées. Il vit en Méditerranée et en Atlantique est.